# Alcyonidium chondroides
Alcyonidium chondroides is een mosdiertjessoort uit de familie van de Alcyonidiidae. De wetenschappelijke naam van de soort is voor het eerst geldig gepubliceerd in 1937 door O'Donoghue & de Watteville.